# Pontile

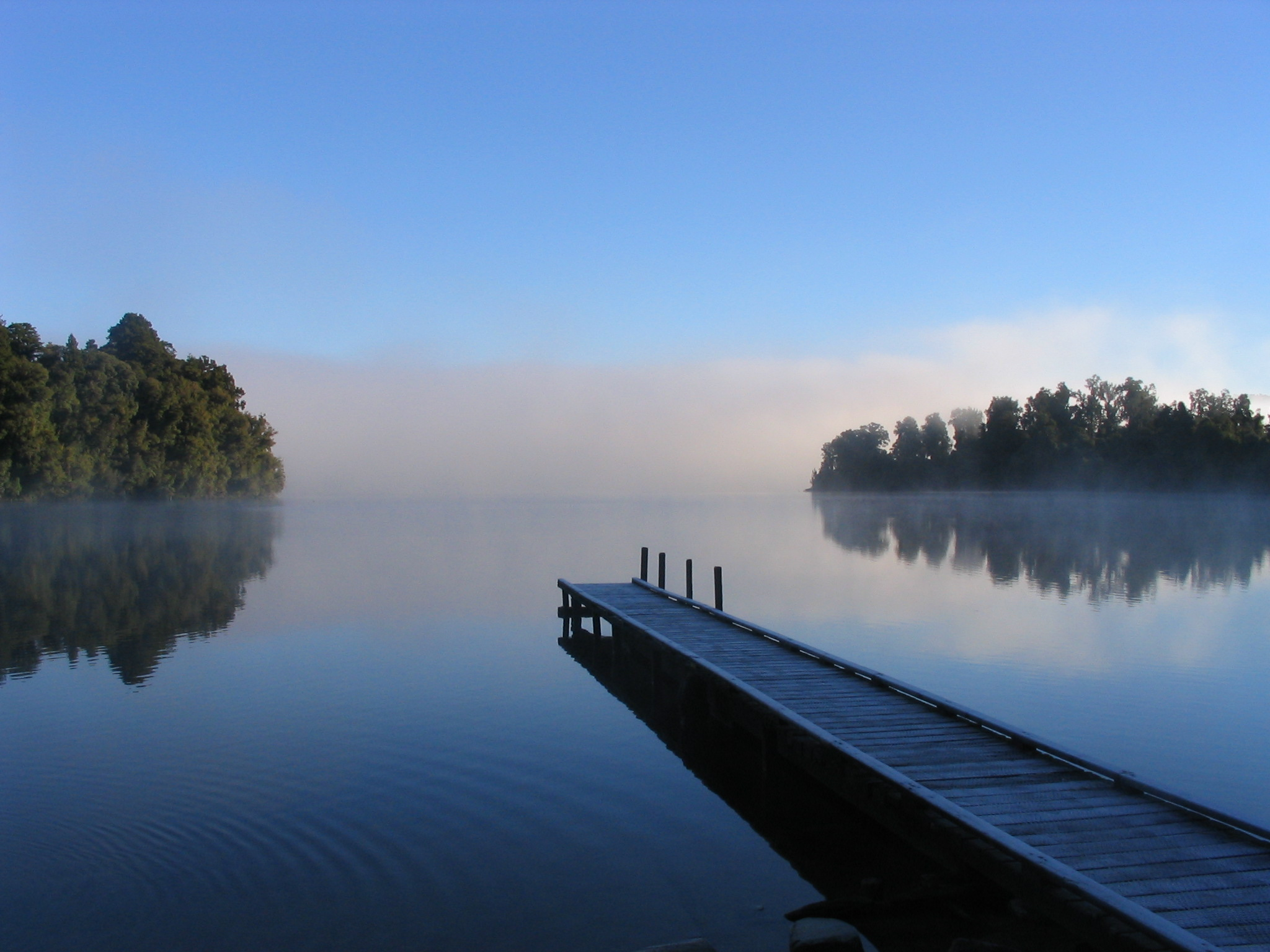
Un piccolo pontile in legno sul Lago Mapurika in Nuova Zelanda

Il pontile è un particolare tipo di molo realizzato tramite palafitte oppure galleggiante, risultante in una piattaforma proiettata dalla terraferma all'interno di una massa d'acqua (bacino, lago, mare, fiume, etc), la cui principale funzione è quella di fungere da ormeggio alle imbarcazioni, per consentire la discesa sulla terraferma dei passeggeri e lo scarico delle merci.
Spesso nel punto più estremo di un pontile sorge un fanale di segnalazione ai naviganti. La parte opposta è ancorata alla terraferma in vari modi.
Un esempio di pontile è quello di Redondo Beach, cittadina californiana nella contea di Los Angeles.

## Uso balneare
Nell'Ottocento e nei primi decenni del Novecento si diffusero nelle località balneari le rotonde sul mare su palafitte, congiunte alla terraferma da un pontile.